# 8713 Azusa
8713 Azusa è un asteroide della fascia principale. Scoperto nel 1995, presenta un'orbita caratterizzata da un semiasse maggiore pari a 2,2526738 UA e da un'eccentricità di 0,1277593, inclinata di 3,91916° rispetto all'eclittica.